# Aenictus certus
Aenictus certus är en myrart som beskrevs av John Obadiah Westwood 1842. Aenictus certus ingår i släktet Aenictus och familjen myror. Inga underarter finns listade i Catalogue of Life.